# Szváziföld az 1988. évi nyári olimpiai játékokon
Szváziföld a dél-koreai Szöulban megrendezett 1988. évi nyári olimpiai játékok egyik részt vevő nemzete volt. Az országot az olimpián 4 sportágban 12 sportoló képviselte, akik érmet nem szereztek.

## Atlétika
Férfi
| Versenyző      | Versenyszám | Előfutam | Előfutam | Előfutam | Negyeddöntő | Negyeddöntő | Negyeddöntő | Elődöntő | Elődöntő | Elődöntő | Döntő   | Döntő    |
| Versenyző      | Versenyszám | Idő      | Hely.    | Össz.    | Idő         | Hely.       | Össz.       | Idő      | Hely.    | Össz.    | Idő     | Helyezés |
| -------------- | ----------- | -------- | -------- | -------- | ----------- | ----------- | ----------- | -------- | -------- | -------- | ------- | -------- |
| Frank Maziya   | 100 m       | 11,52    | 8.       | 96.*     | kiesett     | kiesett     | kiesett     | kiesett  | kiesett  | kiesett  | kiesett | kiesett  |
| Sam Hlawe      | Maraton     |          |          |          |             |             |             |          |          |          | 2:24:42 | 44.      |
| Gideon Mthembu | Maraton     |          |          |          |             |             |             |          |          |          | 2:25:56 | 53.      |
| Vusie Dlamini  | Maraton     |          |          |          |             |             |             |          |          |          | 2:28:06 | 58.      |

| Versenyző           | Versenyszám | Selejtező             | Selejtező             | Döntő    | Döntő    |
| Versenyző           | Versenyszám | Eredmény              | Helyezés              | Eredmény | Helyezés |
| ------------------- | ----------- | --------------------- | --------------------- | -------- | -------- |
| Sizwe Sydney Mdluli | Távolugrás  | érvényes ugrás nélkül | érvényes ugrás nélkül | kiesett  | kiesett  |

* - egy másik versenyzővel azonos eredményt ért el

## Ökölvívás
| Versenyző         | Versenyszám   | Selejtező                             | 32-es főtábla               | Nyolcaddöntő      | Negyeddöntő       | Elődöntő          | Döntő             | Helyezés |
| Versenyző         | Versenyszám   | Ellenfél Eredmény                     | Ellenfél Eredmény           | Ellenfél Eredmény | Ellenfél Eredmény | Ellenfél Eredmény | Ellenfél Eredmény | Helyezés |
| ----------------- | ------------- | ------------------------------------- | --------------------------- | ----------------- | ----------------- | ----------------- | ----------------- | -------- |
| Dumsane Mabuza    | Pehelysúly    | erőnyerő                              | Richard Pittman (COK) · 1:4 | kiesett           | kiesett           | kiesett           | kiesett           | 17.      |
| Mpucuko Makama    | Kisváltósúly  | Ludovic Proto (FRA) · mérkőzés nélkül | kiesett                     | kiesett           | kiesett           | kiesett           | kiesett           | 33.      |
| Charles Mahlalela | Nagyváltósúly | erőnyerő                              | Peter Silva (BRA) · 0:5     | kiesett           | kiesett           | kiesett           | kiesett           | 17.      |

## Súlyemelés
| Versenyző        | Versenyszám | Szakítás                 | Szakítás                 | Lökés    | Lökés    | Összesen | Helyezés |
| Versenyző        | Versenyszám | Eredmény                 | Helyezés                 | Eredmény | Helyezés | Összesen | Helyezés |
| ---------------- | ----------- | ------------------------ | ------------------------ | -------- | -------- | -------- | -------- |
| Paul Hoffman     | 75 kg       | 87,5                     | 23.                      | 110,0    | 21.      | 197,5    | 21.      |
| Absalom Shabangu | 82,5 kg     | érvényes kísérlet nélkül | érvényes kísérlet nélkül | kiesett  | kiesett  | kiesett  | kiesett  |

## Úszás
Férfi
| Versenyző        | Versenyszám    | Előfutam | Előfutam | Előfutam | Döntő   | Döntő   | Döntő   | Helyezés |
| Versenyző        | Versenyszám    | Idő      | Hely.    | Össz.    | Típus   | Idő     | Hely.   | Helyezés |
| ---------------- | -------------- | -------- | -------- | -------- | ------- | ------- | ------- | -------- |
| Trevor Ncala     | 100 m pillangó | 1:06,85  | 6.       | 50.      | kiesett | kiesett | kiesett | kiesett  |
| Trevor Ncala     | 100 m gyors    | 59,25    | 8.       | 74.      | kiesett | kiesett | kiesett | kiesett  |
| Trevor Ncala     | 50 m gyors     | 26,88    | 8.       | 65.      | kiesett | kiesett | kiesett | kiesett  |
| Yul Mark Du Pont | 50 m gyors     | 27,93    | 7.       | 69.      | kiesett | kiesett | kiesett | kiesett  |
| Yul Mark Du Pont | 100 m gyors    | 1:02,70  | 7.       | 76.      | kiesett | kiesett | kiesett | kiesett  |
| Yul Mark Du Pont | 100 m hát      | 1:12,50  | 5.       | 52.      | kiesett | kiesett | kiesett | kiesett  |